# Особняк в Сальтильо (картина Хоппера)
«Особняк в Сальтильо» (англ. Saltillo Mansion) — акварель американского художника-реалиста Эдварда Хоппера, написанная в 1943 году. На картине изображена часть неоклассического особняка испанского Возрождения в Сальтильо. Картина была написана во время летней поездки Хоппера и его жены в Сальтильо. Хранится в Метрополитен-музее в Нью-Йорке. 